# Дюйзен, Инесса Валерьевна
Ине́сса Вале́рьевна Дю́йзен (род. 30 июня 1967 года, г. Находка) — российский учёный, специалист в области молекулярной и клеточной нейробиологии. Член-корреспондент, профессор (см.) РАН (оба звания с 2016), доктор медицинских наук, главный научный сотрудник лаборатории молекулярной и клеточной нейробиологии школы биомедицины ДВФУ, и. о. профессора кафедры общей и клинической фармакологии ТГМУ Минздрава России.
Вошла в состав президиума Дальневосточного отделения (ДВО) РАН, заместитель директора по научной работе Национального научного центра морской биологии (ННЦМБ) ДВО РАН, учёный секретарь объединённого совета по биологическим наукам ДВО РАН, эксперт РФФИ, РНФ.
Являлась профессором кафедры фундаментальной медицины ДВФУ.
Под руководством И. В. Дюйзен защищены 4 кандидатские диссертации.
Получила высшее медицинское образование по специальности «лечебное дело». Кандидатская диссертация (медицинские науки) — «Медиаторная характеристика нейронов гиппокампальной формации» (Владивосток, 1995), докторская — «Значение оксида азота в механизмах развития боли» (Владивосток. гос. мед. ун-т, 2004).
Автор более 100 научных работ, 3 патентов.